# 塞赫拉巴泰貝國家公園
塞赫拉巴泰貝國家公園是非洲南部國家萊索托的國家公園，位於該國東南部馬洛蒂山脈，成立於1969年5月8日，海拔高度2,400米，佔地65平方公里。